# Феранија (Савона)
Феранија је насеље у Италији у округу Савона, региону Лигурија.
Према процени из 2011. у насељу је живело 726 становника. Насеље се налази на надморској висини од 362 м.